# 6e étape du Tour de France 2014
Pour un article plus général, voir Tour de France 2014.
La 6e étape du Tour de France 2014 s'est déroulée le jeudi 10 juillet 2014 entre Arras et Reims. Elle a été remportée au sprint par le coureur allemand André Greipel, de l'équipe Lotto-Belisol.

## Parcours
Cette étape relie Arras à Reims, sur 194 km. Elle comprend deux côtes pour le classement de la montagne, à Coucy-le-Château-Auffrique (km 107,5) dans l'Aisne, et à Roucy (km 157), à la frontière entre l'Aisne et la Marne. Le sprint intermédiaire est situé entre ces deux côtes, à Pinon. Cette étape est favorable aux sprinteurs.
Au kilomètre 125, la course passe par le chemin des Dames. Le Tour de France commémore ainsi le centenaire de la Première Guerre mondiale, en présence du Président de la République François Hollande.

## Déroulement de la course

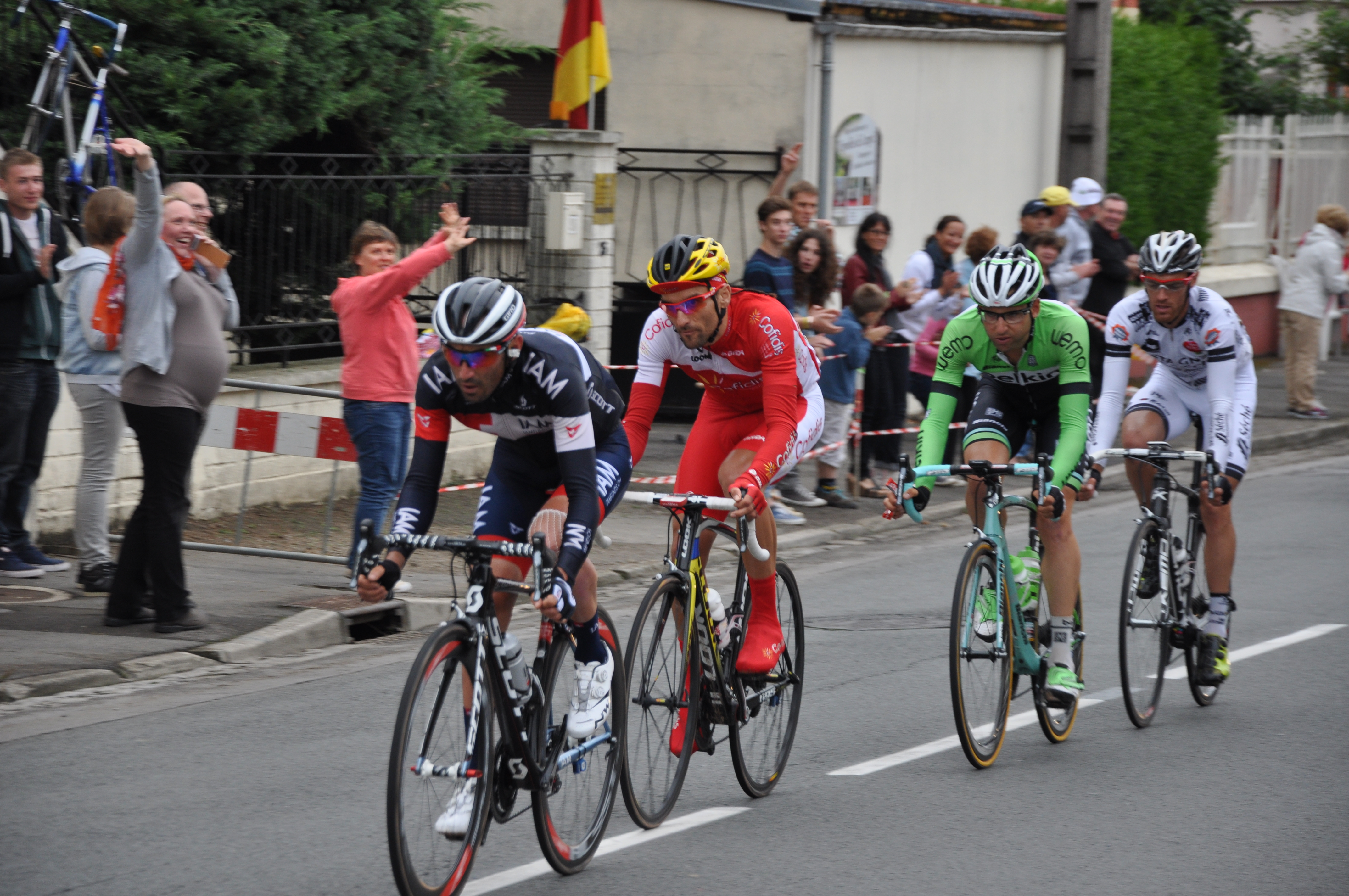
L'échappée de Jérôme Pineau, Luis Ángel Maté, Tom Leezer et Arnaud Gérard à Tergnier.

Quatre coureurs s'échappent en début d'étape : Arnaud Gérard (Bretagne-Séché Environnement), Tom Leezer (Belkin), Luis Ángel Maté (Cofidis) et Jérôme Pineau (IAM). Leur avance atteint quatre minutes puis se stabilise autour de trois minutes. Le peloton est notamment emmené par le Chinois Ji Cheng (Argos-Shimano). Les échappés sont repris à une vingtaine de kilomètres de l'arrivée, à l'exception de Luis Angel Maté, repris à douze kilomètres. L'équipe Omega Pharma-Quick Step se place en tête du peloton et provoque une bordure. Le sprinter allemand Marcel Kittel (Argos-Shimano) figure parmi les coureurs piégés. Omega Pharma-Quick Step poursuit son travail. Sous la flamme rouge, Michał Kwiatkowski attaque seul. Il est repris à 300 mètres de l'arrivée. Le sprint est lancé. À 150 mètres, André Greipel le contrôle. Il résiste aux retours de Alexander Kristoff et Samuel Dumoulin et gagne. C'est la sixième victoire d'étape de Greipel sur le Tour de France, la seule lors de cette édition.
Vincenzo Nibali garde le maillot jaune et le haut du classement général ne subit pas de changement. Parmi les coureurs intéressés par le classement général, Pierre Rolland et Thibaut Pinot ont été piégés par la bordure et arrivent avec une minute de retard,.

## Résultats

### Classement de l'étape
| Classement de la 6e étape | Classement de la 6e étape | Classement de la 6e étape | Classement de la 6e étape    | Classement de la 6e étape |
|                           | Coureur                   | Pays                      | Équipe                       | Temps                     |
| ------------------------- | ------------------------- | ------------------------- | ---------------------------- | ------------------------- |
| 1er                       | André Greipel             | Allemagne                 | Lotto-Belisol                | en 4 h 11 min 39 s        |
| 2e                        | Alexander Kristoff        | Norvège                   | Katusha                      | m.t                       |
| 3e                        | Samuel Dumoulin           | France                    | AG2R La Mondiale             | m.t                       |
| 4e                        | Mark Renshaw              | Australie                 | Omega Pharma-Quick Step      | m.t                       |
| 5e                        | Peter Sagan               | Slovaquie                 | Cannondale                   | m.t                       |
| 6e                        | Romain Feillu             | France                    | Bretagne-Séché Environnement | m.t                       |
| 7e                        | Tom Veelers               | Pays-Bas                  | Giant-Shimano                | m.t                       |
| 8e                        | Bryan Coquard             | France                    | Europcar                     | m.t                       |
| 9e                        | Sep Vanmarcke             | Belgique                  | Belkin                       | m.t                       |
| 10e                       | Sylvain Chavanel          | France                    | IAM                          | m.t                       |
| modifier                  |                           |                           |                              |                           |

### Points attribués
| Sprint intermédiaire de Pinon (km 119) | Sprint intermédiaire de Pinon (km 119) | Sprint intermédiaire de Pinon (km 119) | Sprint intermédiaire de Pinon (km 119) | Sprint intermédiaire de Pinon (km 119) |
| -------------------------------------- | -------------------------------------- | -------------------------------------- | -------------------------------------- | -------------------------------------- |
|                                        | Coureur                                | Pays                                   | Équipe                                 | Point(s)                               |
| 1er                                    | Tom Leezer                             | Pays-Bas                               | Belkin                                 | 20                                     |
| 2e                                     | Arnaud Gérard                          | France                                 | Bretagne-Séché Environnement           | 17                                     |
| 3e                                     | Jérôme Pineau                          | France                                 | IAM                                    | 15                                     |
| 4e                                     | Luis Ángel Maté                        | Espagne                                | Cofidis                                | 13                                     |
| 5e                                     | Mark Renshaw                           | Australie                              | Omega Pharma-Quick Step                | 11                                     |
| 6e                                     | Peter Sagan                            | Slovaquie                              | Cannondale                             | 10                                     |
| 7e                                     | André Greipel                          | Allemagne                              | Lotto-Belisol                          | 9                                      |
| 8e                                     | Alessandro Petacchi                    | Italie                                 | Omega Pharma-Quick Step                | 8                                      |
| 9e                                     | Marco Marcato                          | Italie                                 | Cannondale                             | 7                                      |
| 10e                                    | Dries Devenyns                         | Belgique                               | Giant-Shimano                          | 6                                      |
| 11e                                    | Ji Cheng                               | Chine                                  | Giant-Shimano                          | 5                                      |
| 12e                                    | Albert Timmer                          | Pays-Bas                               | Giant-Shimano                          | 4                                      |
| 13e                                    | Koen de Kort                           | Pays-Bas                               | Giant-Shimano                          | 3                                      |
| 14e                                    | Dmitriy Gruzdev                        | Kazakhstan                             | Astana                                 | 2                                      |
| 15e                                    | Michał Kwiatkowski                     | Pologne                                | Omega Pharma-Quick Step                | 1                                      |
| modifier                               |                                        |                                        |                                        |                                        |

| Classement de l'étape | Classement de l'étape | Classement de l'étape | Classement de l'étape        | Classement de l'étape |
| --------------------- | --------------------- | --------------------- | ---------------------------- | --------------------- |
|                       | Coureur               | Pays                  | Équipe                       | Point(s)              |
| 1er                   | André Greipel         | Allemagne             | Lotto-Belisol                | 45                    |
| 2e                    | Alexander Kristoff    | Norvège               | Katusha                      | 35                    |
| 3e                    | Samuel Dumoulin       | France                | AG2R La Mondiale             | 30                    |
| 4e                    | Mark Renshaw          | Australie             | Omega Pharma-Quick Step      | 26                    |
| 5e                    | Peter Sagan           | Slovaquie             | Cannondale                   | 22                    |
| 6e                    | Romain Feillu         | France                | Bretagne-Séché Environnement | 20                    |
| 7e                    | Tom Veelers           | Pays-Bas              | Giant-Shimano                | 18                    |
| 8e                    | Bryan Coquard         | France                | Europcar                     | 16                    |
| 9e                    | Sep Vanmarcke         | Belgique              | Belkin                       | 14                    |
| 10e                   | Sylvain Chavanel      | France                | IAM                          | 12                    |
| 11e                   | Daniel Oss            | Italie                | BMC Racing                   | 10                    |
| 12e                   | Cyril Lemoine         | France                | Cofidis                      | 8                     |
| 13e                   | Greg Van Avermaet     | Belgique              | BMC Racing                   | 6                     |
| 14e                   | Fabian Cancellara     | Suisse                | Trek Factory Racing          | 4                     |
| 15e                   | Jakob Fuglsang        | Danemark              | Astana                       | 2                     |
| modifier              |                       |                       |                              |                       |

### Cols et côtes
| Côte de Coucy-le-Château-Auffrique (km 107,5) 4e catégorie | Côte de Coucy-le-Château-Auffrique (km 107,5) 4e catégorie | Côte de Coucy-le-Château-Auffrique (km 107,5) 4e catégorie | Côte de Coucy-le-Château-Auffrique (km 107,5) 4e catégorie | Côte de Coucy-le-Château-Auffrique (km 107,5) 4e catégorie |
| ---------------------------------------------------------- | ---------------------------------------------------------- | ---------------------------------------------------------- | ---------------------------------------------------------- | ---------------------------------------------------------- |
|                                                            | Coureur                                                    | Pays                                                       | Équipe                                                     | Point(s)                                                   |
| 1er                                                        | Luis Ángel Maté                                            | Espagne                                                    | Cofidis                                                    | 1                                                          |
| modifier                                                   |                                                            |                                                            |                                                            |                                                            |

| Côte de Roucy (km 157) 4e catégorie | Côte de Roucy (km 157) 4e catégorie | Côte de Roucy (km 157) 4e catégorie | Côte de Roucy (km 157) 4e catégorie | Côte de Roucy (km 157) 4e catégorie |
| ----------------------------------- | ----------------------------------- | ----------------------------------- | ----------------------------------- | ----------------------------------- |
|                                     | Coureur                             | Pays                                | Équipe                              | Point(s)                            |
| 1er                                 | Luis Ángel Maté                     | Espagne                             | Cofidis                             | 1                                   |
| modifier                            |                                     |                                     |                                     |                                     |

## Classements à l'issue de l'étape

### Classement général
| Classement général | Classement général    | Classement général | Classement général      | Classement général  |
|                    | Coureur               | Pays               | Équipe                  | Temps               |
| ------------------ | --------------------- | ------------------ | ----------------------- | ------------------- |
| 1er                | Vincenzo Nibali       | Italie             | Astana                  | en 24 h 38 min 25 s |
| 2e                 | Jakob Fuglsang        | Danemark           | Astana                  | + 2 s               |
| 3e                 | Peter Sagan           | Slovaquie          | Cannondale              | + 44 s              |
| 4e                 | Michał Kwiatkowski    | Pologne            | Omega Pharma-Quick Step | + 50 s              |
| 5e                 | Fabian Cancellara     | Suisse             | Trek Factory Racing     | + 1 min 17 s        |
| 6e                 | Jurgen Van den Broeck | Belgique           | Lotto-Belisol           | + 1 min 45 s        |
| 7e                 | Tony Gallopin         | France             | Lotto-Belisol           | + 1 min 45 s        |
| 8e                 | Richie Porte          | Australie          | Sky                     | + 1 min 54 s        |
| 9e                 | Andrew Talansky       | États-Unis         | Garmin-Sharp            | + 2 min 5 s         |
| 10e                | Alejandro Valverde    | Espagne            | Movistar                | + 2 min 11 s        |
| modifier           |                       |                    |                         |                     |

### Classement par points
| Classement par points | Classement par points | Classement par points | Classement par points | Classement par points |
| --------------------- | --------------------- | --------------------- | --------------------- | --------------------- |
|                       | Coureur               | Pays                  | Équipe                | Point(s)              |
| 1er                   | Peter Sagan           | Slovaquie             | Cannondale            | 217 points            |
| 2e                    | Bryan Coquard         | France                | Europcar              | 137 pts               |
| 3e                    | Marcel Kittel         | Allemagne             | Giant-Shimano         | 135 pts               |
| modifier              |                       |                       |                       |                       |

### Classement du meilleur grimpeur
| Classement du meilleur grimpeur | Classement du meilleur grimpeur | Classement du meilleur grimpeur | Classement du meilleur grimpeur | Classement du meilleur grimpeur |
| ------------------------------- | ------------------------------- | ------------------------------- | ------------------------------- | ------------------------------- |
|                                 | Coureur                         | Pays                            | Équipe                          | Point(s)                        |
| 1er                             | Cyril Lemoine                   | France                          | Cofidis                         | 6 points                        |
| 2e                              | Blel Kadri                      | France                          | AG2R La Mondiale                | 5 pts                           |
| 3e                              | Jens Voigt                      | Allemagne                       | Trek Factory Racing             | 4 pts                           |
| modifier                        |                                 |                                 |                                 |                                 |

### Classement du meilleur jeune
| Classement général du meilleur jeune | Classement général du meilleur jeune | Classement général du meilleur jeune | Classement général du meilleur jeune | Classement général du meilleur jeune |
|                                      | Coureur                              | Pays                                 | Équipe                               | Temps                                |
| ------------------------------------ | ------------------------------------ | ------------------------------------ | ------------------------------------ | ------------------------------------ |
| 1er                                  | Peter Sagan                          | Slovaquie                            | Cannondale                           | en 24 h 39 min 9 s                   |
| 2e                                   | Michał Kwiatkowski                   | Pologne                              | Omega Pharma-Quick Step              | + 6 s                                |
| 3e                                   | Romain Bardet                        | France                               | AG2R La Mondiale                     | + 1 min 27 s                         |
| modifier                             |                                      |                                      |                                      |                                      |

### Classement par équipes
| Classement par équipes | Classement par équipes | Classement par équipes | Classement par équipes |
|                        | Équipe                 | Pays                   | Temps                  |
| ---------------------- | ---------------------- | ---------------------- | ---------------------- |
| 1re                    | Astana                 | Kazakhstan             | en 73 h 56 min 23 s    |
| 2e                     | Belkin                 | Pays-Bas               | + 4 min 18 s           |
| 3e                     | BMC Racing             | États-Unis             | + 6 min 5 s            |
| modifier               |                        |                        |                        |

## Abandons
- Jesús Hernández Blázquez (Tinkoff-Saxo) : abandon
- Maximiliano Richeze (Lampre-Merida) : non-partant
- Egor Silin (Katusha) : abandon sur chute
- Xabier Zandio (Sky) : abandon sur chute